# 133726 Gateswest
133726 Gateswest è un asteroide della fascia principale. Scoperto nel 2003, presenta un'orbita caratterizzata da un semiasse maggiore pari a 3,1935823 UA e da un'eccentricità di 0,0556463, inclinata di 8,52434° rispetto all'eclittica.